# 傅坊乡
傅坊乡，是中华人民共和国江西省抚州市南丰县下辖的一个乡镇级行政单位。

## 行政区划
傅坊乡下辖以下地区：
傅坊村、立新村、前村、梅林村、杨家村、董溪村、田陀村、港下村、林前村、石咀村、田南村和荷塘村。